# Премія НАН України імені М. Г. Холодного
Премія НАН України імені М. Г. Холодного — премія, встановлена у 1972 році Академією наук УРСР за видатні наукові роботи в галузі ботаніки, фізіології та екології рослин. Названа на честь видатного ботаніка академіка Миколи Григоровича Холодного.
Першим лауреатом премії стала геоботанік і болотознавець професор Єлизавета Модестівна Брадіс.

## Лауреати премії
| Рік  | Премійовані роботи | Лауреати                       | Про лауреатів                                           |
| ---- | --- | ------------------------------ | ------------------------------------------------------- |
| 1973 | цикл робіт у галузі вивчення рослинного покриву, стратиграфії, розвитку боліт УРСР та їх раціонального використання. | Брадіс Єлизавета Модестівна    | Інститут ботаніки імені М. Г. Холодного                 |
| 1974 | за чотиритомну монографію «Рослинність УРСР». | Білик Гаврило Іванович         | Інститут ботаніки імені М. Г. Холодного                 |
| 1974 | за чотиритомну монографію «Рослинність УРСР». | Афанасьєв Данило Якович        | Інститут ботаніки імені М. Г. Холодного                 |
| 1974 | за чотиритомну монографію «Рослинність УРСР». | Бачуріна Ганна Федорівна       | Інститут ботаніки імені М. Г. Холодного                 |
| 1975 | за монографію «Физиология корня». | Ситник Костянтин Меркурійович  | Інститут ботаніки імені М. Г. Холодного                 |
| 1975 | за монографію «Физиология корня». | Мусатенко Людмила Іванівна     | Інститут ботаніки імені М. Г. Холодного                 |
| 1975 | за монографію «Физиология корня». | Книга Микола Мусiйович         | Інститут ботаніки імені М. Г. Холодного                 |
| 1976 | за серію праць «Водорості та безхребетні каналів». | Оксіюк Ольга Петрівна          | Інститут гідробіології                                  |
| 1976 | за серію праць «Водорості та безхребетні каналів». | Кафтанникова Ольга Глебівна    | Інститут гідробіології                                  |
| 1977 | цикл робіт по експериментальній ботаніці (хімічна взаємодія рослин). | Гродзинський Андрій Михайлович | Центральноий республіканський ботанічний сад АН УРСР    |
| 1978 | за роботу «Донецький ботанічний сад АН УРСР. (Теоретичні основи та практика будівництва, наукова й організаційна діяльність)». | Кондратюк Євген Миколайович    | Донецький ботанічний сад                                |
| 1978 | за роботу «Донецький ботанічний сад АН УРСР. (Теоретичні основи та практика будівництва, наукова й організаційна діяльність)». | Тарабрін Віктор Павлович       | Донецький ботанічний сад                                |
| 1979 | за роботу «Еволюційна цитоембріологія покритонасінних рослин». | Кордюм Єлизавета Львівна       | Інститут ботаніки імені М. Г. Холодного                 |
| 1980 | за цикл праць «Біофізика рослин і системи надійності та стійкості організму і клітини». | Гродзинський Дмитро Михайлович | Інститут фізіології рослин                              |
| 1980 | за цикл праць «Біофізика рослин і системи надійності та стійкості організму і клітини». | Ількун Григорій Михайлович     | Інститут ботаніки імені М. Г. Холодного                 |
| 1981 | за монографію «Субмікроскопічна і молекулярна організація хлоропластів» | Ширяєв А. І. (посмертно)       | Інститут фізіології рослин                              |
| 1982 | за цикл робіт «Промислове культивування їстівних грибів». | Дудка Ірина Олександрівна      | Інститут ботаніки імені М. Г. Холодного                 |
| 1982 | за цикл робіт «Промислове культивування їстівних грибів». | Вассер Соломон Павлович        | Інститут ботаніки імені М. Г. Холодного                 |
| 1982 | за цикл робіт «Промислове культивування їстівних грибів». | Бухало Ася Сергіївна           | Інститут ботаніки імені М. Г. Холодного                 |
| …    | … | …                              | …                                                       |
| 1988 | цикл робіт, присвячених питанням екології, ценопопуляційної структури, ценогенезу, охорони неморальних лісів Європейської частини СРСР. | Шеляг-Сосонко Юрій Романович   | Інститут ботаніки імені М. Г. Холодного                 |
| 1989 | … | …                              | …                                                       |
| 1990 | цикл робіт «Розробка принципово нової типології районування, агротехніки та еколого-фітоценотичних стратегій багаторічних трав для створення, випробування і впровадження в лукове господарство України високопродуктивних та стійких фітоценозів». | Балашов Лев Сергійович         | Інститут ботаніки імені М. Г. Холодного                 |
| 1990 | цикл робіт «Розробка принципово нової типології районування, агротехніки та еколого-фітоценотичних стратегій багаторічних трав для створення, випробування і впровадження в лукове господарство України високопродуктивних та стійких фітоценозів». | Боговін Анатолій Власович      | Інститут землеробства УААН                              |
| 1990 | цикл робіт «Розробка принципово нової типології районування, агротехніки та еколого-фітоценотичних стратегій багаторічних трав для створення, випробування і впровадження в лукове господарство України високопродуктивних та стійких фітоценозів». | Соломаха Володимир Андрійович  | Київський національний університет                      |
| …    | … | …                              | …                                                       |
| 1994 | цикл робіт «Рослинний покрив і флора півдня України та їх антропогенна трансформація». | Дідух Яків Петрович            | Інститут ботаніки імені М. Г. Холодного                 |
| 1994 | цикл робіт «Рослинний покрив і флора півдня України та їх антропогенна трансформація». | Бурда Раїса Іванівна           | Донецький ботанічний сад НАН України                    |
| 1995 | … | …                              | …                                                       |
| 1996 | робота «Еволюційні аспекти морфології екваторіальних водоростей». | Масюк Надія Прохорівна         | Інститут ботаніки імені М. Г. Холодного                 |
| 1997 | за серію праць «Теоретичні та прикладні аспекти природної диференціації та синантропізації спонтанної флори України». | Протопопова Віра Вікторівна    | Інститут ботаніки імені М. Г. Холодного                 |
| 1997 | за серію праць «Теоретичні та прикладні аспекти природної диференціації та синантропізації спонтанної флори України». | Новосад Валерій Васильович     | Національний науково-природничий музей НАН України      |
| …    | … | …                              | …                                                       |
| 2012 | за цикл праць «Порівняльні дослідження молекулярно-біологічних та фізіологічних процесів грибів та вищих рослин» | Гелюта Василь Петрович         | Інститут ботаніки імені М. Г. Холодного                 |
| 2012 | за цикл праць «Порівняльні дослідження молекулярно-біологічних та фізіологічних процесів грибів та вищих рослин» | Кондратюк Сергій Якович        | Інститут ботаніки імені М. Г. Холодного                 |
| 2012 | за цикл праць «Порівняльні дослідження молекулярно-біологічних та фізіологічних процесів грибів та вищих рослин» | Терек Ольга Іштванівна         | Львівський національний університет імені Івана Франка  |
| 2015 | … | …                              | …                                                       |
| 2018 | за цикл праць «Оксид азоту як регулятор організації рослинного цитоскелету» | Блюм Ярослав Борисович         | Інститут харчової біотехнології та геноміки НАН України |
| 2018 | за цикл праць «Оксид азоту як регулятор організації рослинного цитоскелету» | Ємець Алла Іванівна            | Інститут харчової біотехнології та геноміки НАН України |
| 2018 | за цикл праць «Оксид азоту як регулятор організації рослинного цитоскелету» | Красиленко Юлія Андріївна      | Інститут харчової біотехнології та геноміки НАН України |
| 2021 | … | …                              | …                                                       |
| 2024 | серія праць «Синтаксономічне та біотопічне різноманіття лишайникових угруповань України». | Ходосовцев Олександр Євгенович | Інститут ботаніки імені М. Г. Холодного                 |
| 2024 | серія праць «Синтаксономічне та біотопічне різноманіття лишайникових угруповань України». | Куземко Анна Аркадіївна        | Інститут ботаніки імені М. Г. Холодного                 |